# ¿Que no? ¡Anda que no!
¿Qué no? ¡Anda que no! es un álbum de Andy y Lucas grabado en directo en la Playa de la Victoria de Cádiz ante más de 100 000 personas. Salió a la venta en 2005.

## Lista de canciones
| ¿Que no? ¡Anda que no! - CD |                       |          |  |
| N.º                         | Título                | Duración |  |
| 1.                          | «Celos»               | 4:00     |  |
| 2.                          | «Quiero ser tu sueño» | 3:50     |  |
| 3.                          | «Madre»               | 3:20     |  |
| 4.                          | «El ritmo de María»   | 4:20     |  |
| 5.                          | «Son de amores»       | 3:35     |  |
| 6.                          | «Mírame a la cara»    | 3:55     |  |
| 7.                          | «Por ella»            | 4:57     |  |
| 8.                          | «Carita morena»       | 5:36     |  |

| ¿Que no? ¡Anda que no! - DVD |                       |          |  |
| N.º                          | Título                | Duración |  |
| 1.                           | «Intro»               |          |  |
| 2.                           | «Celos»               |          |  |
| 3.                           | «Tan orgullosa»       |          |  |
| 4.                           | «Quiero ser tu sueño» |          |  |
| 5.                           | «Dime que me quieres» |          |  |
| 6.                           | «Madre»               |          |  |
| 7.                           | «Mi barrio»           |          |  |
| 8.                           | «El ritmo de María»   |          |  |
| 9.                           | «Son de amores»       |          |  |
| 10.                          | «Tanto la quería»     |          |  |
| 11.                          | «Mírame a la cara»    |          |  |
| 12.                          | «Pasarán»             |          |  |
| 13.                          | «Intro 2»             |          |  |
| 14.                          | «Cómo quieres»        |          |  |
| 15.                          | «Dame un besito»      |          |  |
| 16.                          | «Por ella»            |          |  |
| 17.                          | «Yo lo que quiero»    |          |  |
| 18.                          | «Carita morena»       |          |  |
| 19.                          | «Y en tu ventana»     |          |  |
| 20.                          | «Popurrí de bulerías» |          |  |
| 21.                          | «Quiero ser tu sueño» |          |  |

- Datos: Q6172414